# Fox News Channel
Fox News Channel, forkortet FNC, almindeligvis kendt som Fox News er en konservativ amerikansk nyhedskanal som sendes over kabel-tv-nettet og via satellit. Kanalen blev lanceret den 7. oktober 1996 til daværende 17 millioner kabel-tv-abonnenter. Kanalen er i dag tilgængelig for omkring 85 millioner amerikanere samt i en række udenlandske lande. Kanalen er ejet af Fox Corporation – et børsnotteret selskab, som kontrolleres af Murdoch-familien, herunder Rupert Murdoch.
Fox News redaktionelle linje er højreorienteret og republikansk. Den er af sine modstandere kritiseret for at omtale USA som "the good guys" og at nationer og individer som er uenig med USA, tilhører "the bad guys". Efter valget af Donald Trump i 2016 blev kanalen mere højreorienteret. Det kan ses på den urokkelige støtte af den såkaldte præsidentielle dekret.
Kanalen har haft en stærk vækst i antal seere. I USA er den én af de ledende kanaler på kabelnyhedsmarkedet, med højere rating end hovedkonkurrenterne CNN og MSNBC. En vigtig grund kan konkurrencen på den massemediale "højreside" er svag: Mange amerikanere er langt mere konservative end de fleste journalister i de store amerikanske medier, men få andre medieplatforme end Fox (med undtagelse af radio) tilbyder et i hovedtendens konservativt udsyn, og giver en bred platform til talspersoner for traditionelle værdier og holdninger, enten højresiden sidder i regeringen eller ej. Det mest sete program på kanalen er Bill O'Reillys The O'Reilly Factor, som sendes alle hverdage.

## Profiler
| - Alicia Acuna - Jim Angle - David Asman - Rudi Bakhtiar - Julie Banderas - Fred Barnes - Bret Baier - Glenn Beck - Lisa Bernhard - Steve Brown - Patti Ann Browne - Greg Burke - Eric Burns - Brenda Buttner - Gretchen Carlson - Alisyn Camerota - Carl Cameron - Neil Cavuto - Steve Centanni - Kiran Chetry - Jamie Colby - Alan Colmes - Todd Connor - Claudia Cowan - Janice Dean | - Laurie Dhue - Steve Doocy - Mike Emanuel - Harris Faulkner - Donna Fiducia - Trace Gallagher - Major Garrett - John Gibson - Jeff Goldblatt - Wendell Goler - Rebecca Gomez - Lauren Green - Jennifer Griffin - Kimberly Guilfoyle - Sean Hannity - Steve Harrigan - Bill Hemmer - Molly Henneberg - Catherine Herridge - E.D. Hill - Page Hopkins - Adam Housley - Juliet Huddy - Brit Hume | - Jonathan Hunt - Carol Iovanna - Gregg Jarrett - Mike Jerrick - John Kasich - Terry Keenan - Amy Kellogg - Greg Kelly - Megyn Kendall - Brian Kilmeade - Julie Kirtz - Chris Knowles - Mort Kondracke - Rick Leventhal - Dana Lewis - Molly Line - Martha MacCallum - Bill McCuddy - Dagen McDowell - Kim McIntyre - Carol McKinley - David Lee Miller - Andrew Napolitano - Oliver North | - Bill O'Reilly - Sarah Palin - Greg Palkot - Uma Pemmaraju - Brigitte Quinn - Geraldo Rivera - James Rosen - Orlando Salinas - Jon Scott - Bob Sellers - Jonathan Serrie - Eric Shawn - Marianne Silber - Jane Skinner - Shepard Smith - Andrew Stack - David Folk Thomas - Mike Tobin - Greta Van Susteren - Stuart Varney - Linda Vester - Anita Vogel - Chris Wallace - Brian Wilson - Kelly Wright |

## Kritik
Videnskabsfolk og journalister ser en klar højreorienteret reportering på Fox News.

### Alternativ fakta om Danmark
Trish Regan lavede et indslag om Danmark i august 2018 hvor hun brugte alternativ fakta for at beskrive Danmark som et socialistisk mareridt.

## Eksterne links
- Kanalens hjemmeside Arkiveret 12. februar 2013 hos  Wayback Machine
- https://www.theguardian.com/media/2019/oct/25/fox-news-watching-what-i-learned Arkiveret 26. november 2020 hos  Wayback Machine
- https://www.wired.com/story/fox-news-is-now-a-threat-to-national-security/ Arkiveret 14. december 2020 hos  Wayback Machine
- https://edition.cnn.com/2019/11/06/media/fox-news-whistleblower/index.html Arkiveret 6. december 2020 hos  Wayback Machine